# Biagio Bartalini
Biagio Bartalini (1750, Torrita di Siena - 1822, Siena ) fue un médico y botánico italiano.
Bartalini fue el director del Jardín botánico desde 1782 a 1822, transformando el antiguo (fundado en 1588) en un Jardín Botánico de la Universidad apto para didáctica e investigación. Lo enriquece con mil especies nuevas. Bartalini ocupa la cátedra de Ciencias naturales en 1786.
Publica en 1776 Catalogo delle piante dei dintorni di Siena donde es uno de los primeros en utilizar en Italia la nomenclatura propuesta por C. von Linneo (1707-1778).
Fue presidente de la "Académie des Fisiocritici" de 1815 a 1819.
- La abreviatura «Bartal.» se emplea para indicar a Biagio Bartalini como autoridad en la descripción y clasificación científica de los vegetales.[1]